# Kathedrale von Salvador

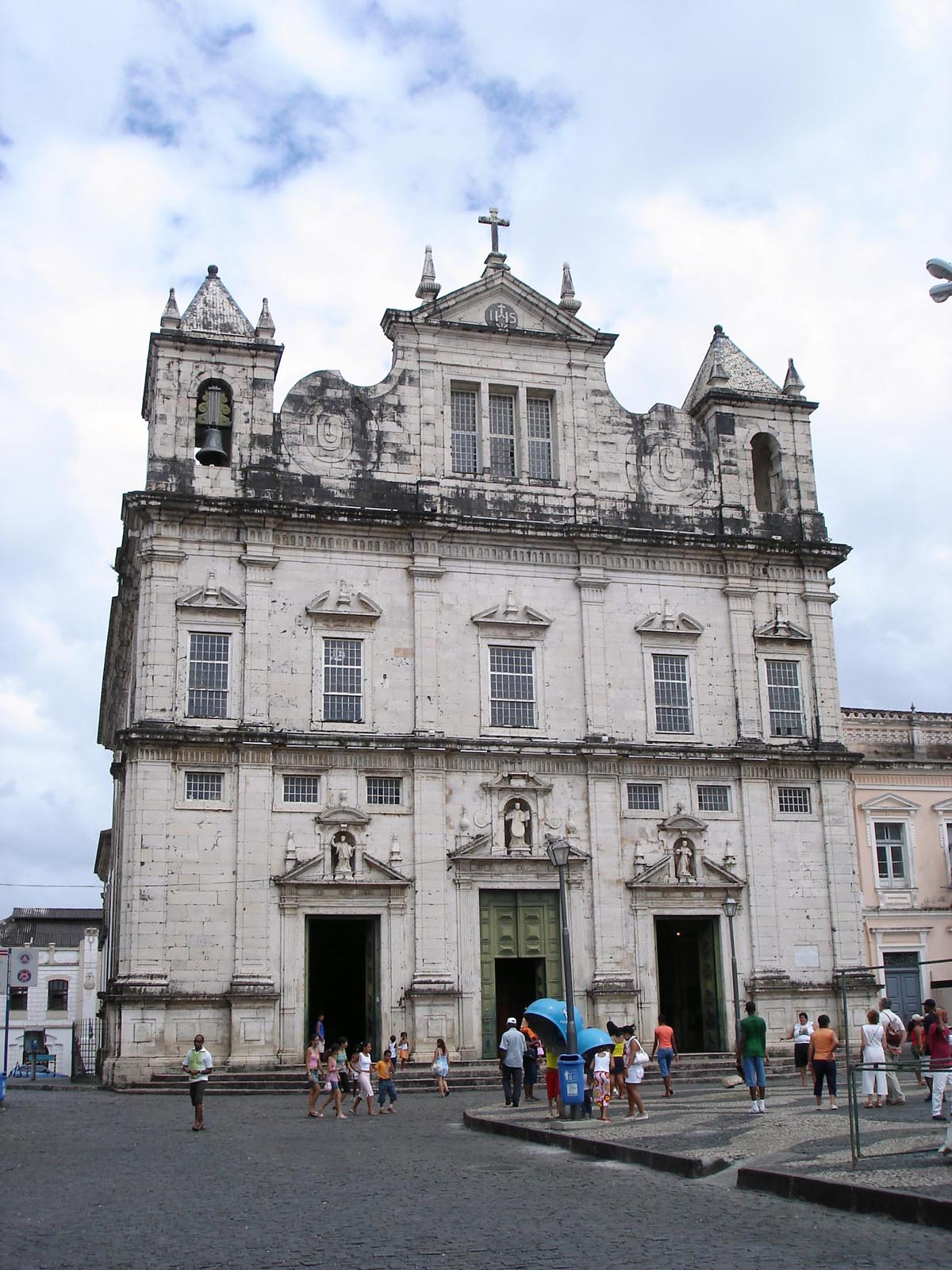
Fassade der Kathedrale

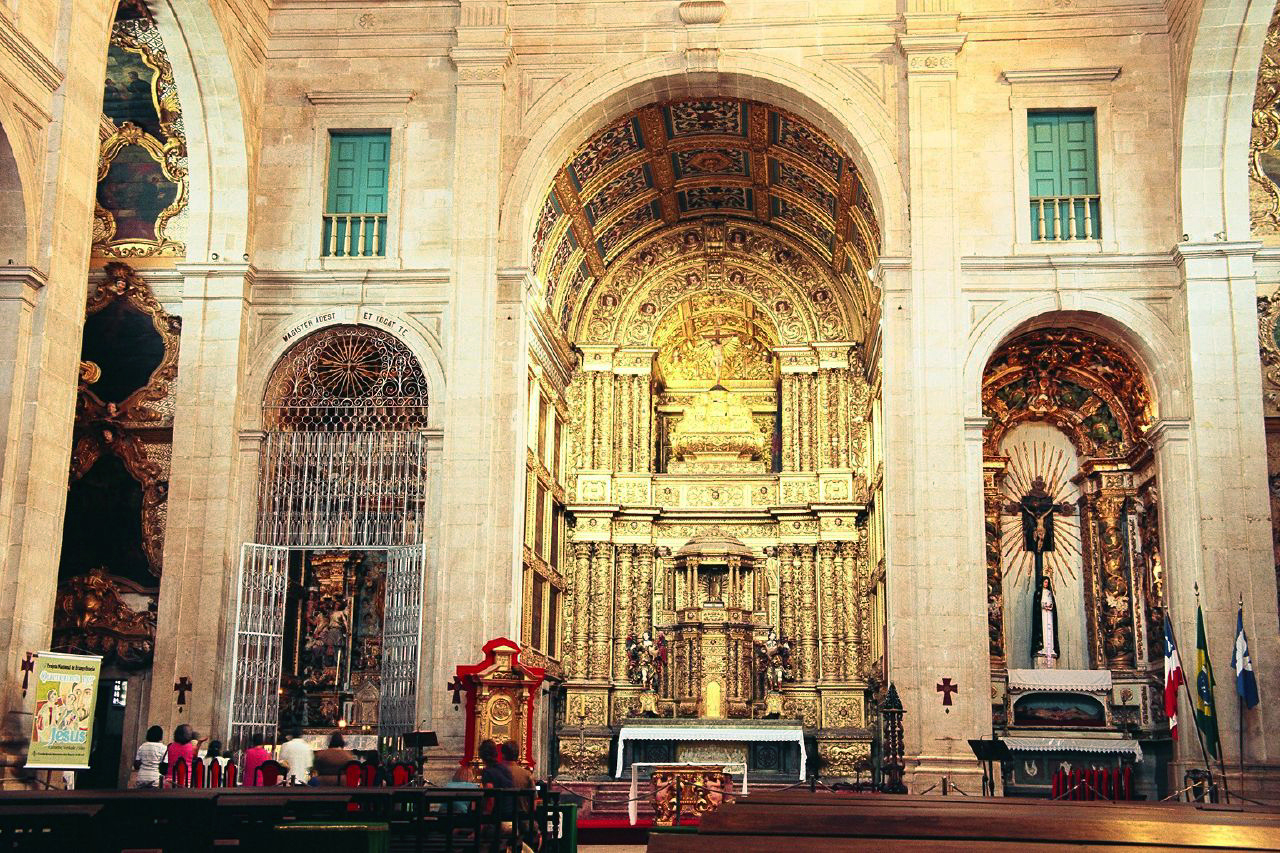
Altar der Kathedrale

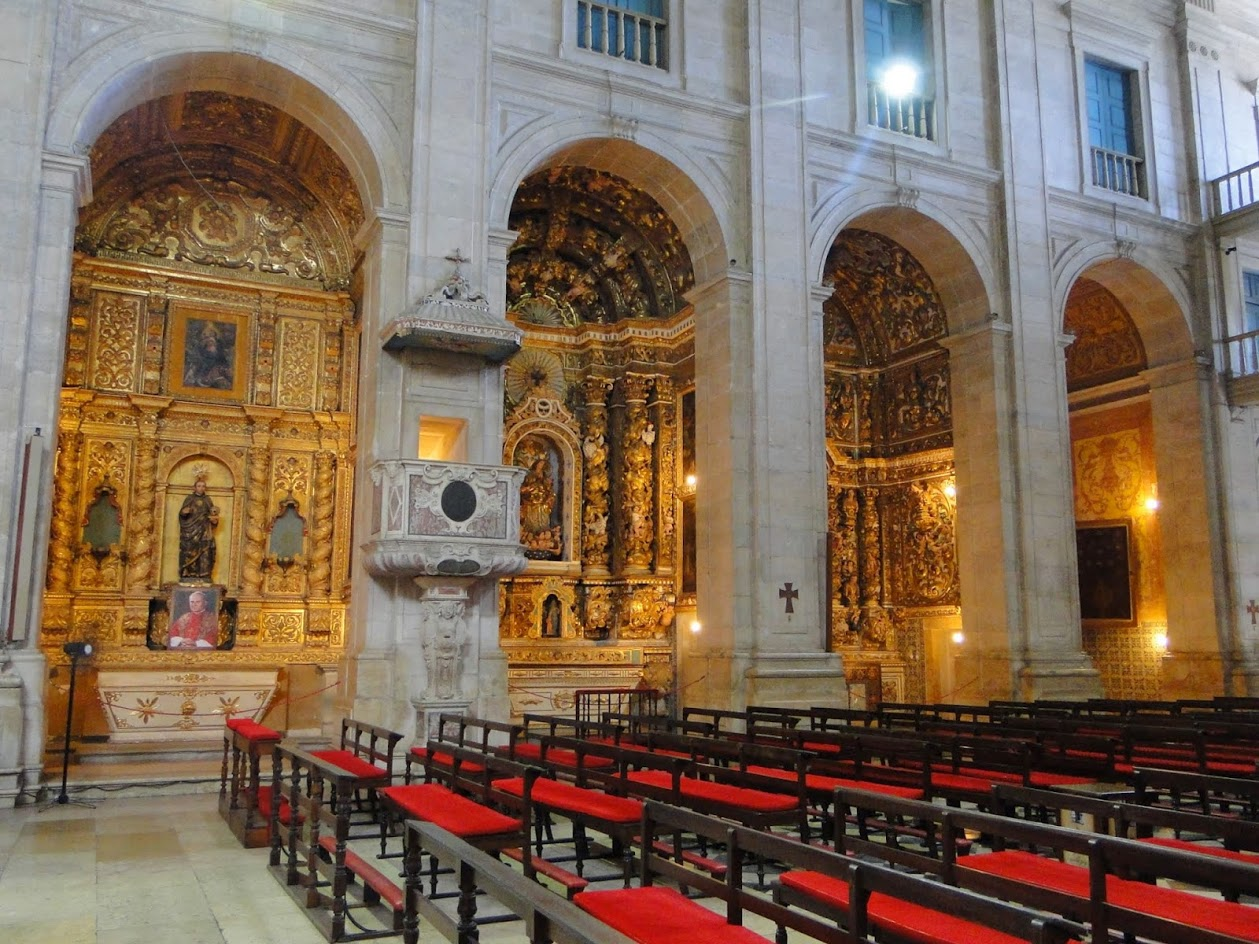
Seitenkapellen in der Kathedrale von Salvador

Die Kathedrale von Salvador oder Kathedralbasilika der Verklärung des Herrn (portugiesisch Catedral Basílica Primaciale do Transfiguração do Senhor) ist eine römisch-katholische Kirche in Salvador, Brasilien. Die Kathedrale des Erzbistums São Salvador da Bahia ist der Verklärung des Herrn geweiht und trägt zusätzlich den Titel einer Basilica minor. Als Teil des historischen Zentrums von Salvador gehört sie zum UNESCO-Welterbe.

## Geschichte
Die heutige Kirche am Terreiro de Jesus wurde von den Jesuiten als vierte an dieser Stelle im Barockstil errichtet. Der Grundstein wurde 1657 gelegt und die Kirche wurde 1672 noch vor Fertigstellung geweiht. Die Hauptfassade wurde um 1679 vollendet, die Glocken wurden erst 1681 aus Portugal importiert. Die Türme wurden 1694 ergänzt, an der Innenausstattung wurde über eine lange Zeit hinweg gebaut. Im Jahr 1746 wurden die äußeren Statuen an der Fassade installiert.
Mit der Vertreibung der Jesuiten 1758 gab der König von Portugal die Kirche an das Erzbistum und sie wurde als Kathedrale genutzt, da die alte Kathedrale von 1553 baufällig war, 1933 wurde sie abgerissen. Papst Pius XI. verlieh der Kirche 1922 den Titel einer Basilica minor. 1980 und 1991 besuchte Papst Johannes Paul II. die Kathedralbasilika. 1985 wurde sie als Teil des historischen Zentrums von Salvador UNESCO-Welterbestätte erklärt.

## Architektur
Die manieristische Fassade aus portugiesischem Kalkstein besitzt drei Portale mit den Statuen der Jesuiten Ignatius von Loyola, Franz Xaver und Francisco de Borja über ihnen. Darüber ist die Fassade mit Säulen strukturiert und wird von einem dreieckigen Giebel und zwei niedrigen Glockentürmen abgeschlossen.
Die einschiffige Kirche führt unter einem Tonnengewölbe auf den manieristischen Hauptaltar zu. Das Kircheninnere wird von mehreren geschnitzten Seitenaltären flankiert, zu denen auch bedeutende Skulpturen und Gemälde gehören. Aus der Vorgängerkirche wurden zwei Renaissancealtäre übernommen. Einige der insgesamt 13 Altäre wurden erst im 18. Jahrhundert geschaffen. Aus der alten Kathedrale stammt eine mit Diamanten besetzte Reliquie aus Gold und Silber, die sich auf der linken Chorseite in der Allerheiligstenkapelle befindet. Das Gewölbe ist üppig mit vergoldeten Schnitzereien dekoriert.
Die prächtige Sakristei mit ihrem Marmorboden, indischem Granit und Vergoldungen ist opulent mit Gemälden, Heiligenstatuen und Kachelbildern ausgestattet.